# Юван, Кайя
Кайя Юван (словен. Kaja Juvan; род. 25 ноября 2000, Любляна) — словенская теннисистка; победительница одного турнира WTA в парном разряде; победительница одного юниорского турнира турниров Большого шлема в парном разряде (Уимблдон-2017); чемпионка юношеских Олимпийских игр 2018 года в одиночном и парном разряде.

## Карьера
Юван дебютировала в профессиональном теннисе 17 октября 2016 года. 26 октября 2020 года она достигла максимальной для себя сотой позиции в рейтинге WTA.
В юношеском туре Юван в январе 2017 года достигла 5-го места в общем зачёте. Она вышла в полуфинал Уимблдонского чемпионата 2016 года и женского парного турнира Открытого чемпионата США 2016 года. Она также была победительницей Orange Bowl в 2016 году.
Юван является членом сборной Словении в Кубке Федерации, где провела порядка 15 матчей.
Выиграв свою квалификационную сетку, она дошла до второго раунда Уимблдонского турнира 2019 года, где проиграла будущему финалисту Серене Уильямс в матче из трёх сетов.
В настоящее время тренируется под руководством Роберта Чокана.

## Итоговое место в рейтинге WTA по годам
| Год  | Одиночный рейтинг | Парный рейтинг |
| 2024 | 599               | —              |
| 2023 | 104               | —              |
| 2022 | 88                | 225            |
| 2021 | 98                | 152            |
| 2020 | 104               | —              |
| 2019 | 133               | —              |
| 2018 | 174               | —              |
| 2017 | 555               | —              |
| 2016 | 717               | 1 066          |

## Выступления на турнирах

### Финалы турнировWTAв одиночном разряде (1)

#### Поражения (1)
| Легенда:                    |
| --------------------------- |
| Турниры Большого шлема (0*) |
| Олимпиада (0)               |
| Итоговый турнир WTA (0)     |
| WTA 1000 Mandatory (0)      |
| WTA 1000 (0)                |
| WTA 500 (0)                 |
| WTA 250 (0+1)               |

| Титулы по покрытиям | Титулы по месту проведения матчей турнира |
| ------------------- | ----------------------------------------- |
| Хард (0*)           | Зал (0)                                   |
| Грунт (0+1)         | Зал (0)                                   |
| Трава (0)           | Открытый воздух (0+1)                     |
| Ковёр (0)           | Открытый воздух (0+1)                     |

* количество побед в одиночном разряде + количество побед в парном разряде.
| №  | Дата        | Турнир             | Покрытие | Соперница в финале | Счёт                 |
| 1. | 21 мая 2022 | Страсбург, Франция | Грунт    | Анжелика Кербер    | 6-7(5) 7-6(0) 6-7(5) |

### Финалы турнировWTAв парном разряде (1)

#### Победы (1)
| №  | Дата           | Турнир               | Покрытие | Партнёрша         | Соперницы в финале         | Счёт    |
| 1. | 7 августа 2021 | Клуж-Напока, Румыния | Грунт    | Натела Дзаламидзе | Катажина Питер Майар Шериф | 6-3 6-4 |